# Oliarus limiticola
Oliarus limiticola är en insektsart som beskrevs av Van Stalle 1987. Oliarus limiticola ingår i släktet Oliarus och familjen kilstritar. Inga underarter finns listade i Catalogue of Life.